# Kaze no yō ni
Kaze no yō ni (jap. 風のように) – pierwszy japoński singel wydany przez QBS, podgrupę południowokoreańskiego girlsbandu T-ara. Został wydany 26 czerwca 2013 roku. Osiągnął 13 pozycję w rankingu Oricon i pozostał na liście przez 4 tygodnie, sprzedał się w nakładzie 11 570 egzemplarzy. Singel ukazał się w dwóch edycjach: regularnej i limitowanej.
Singel był promowany przez specjalne wydarzenie „QBS Special Event” (jap. QBS スペシャル イベント), które odbyło się 10 czerwca i zgromadziło 2000 fanów.

## Lista utworów
| CD  |                                                  |                                                 |                                                 |                                                 |      |
| Nr  | Tytuł                                            | Słowa                                           | Kompozycja                                      | Aranżacja                                       | Czas |
| 1.  | "Kaze no yō ni" (jap. 風のように)                | Satoshi Fukuda                                  | Satoshi Fukuda                                  | Magokoro Ikuta                                  |      |
| 2.  | "Kaze no yō ni" (jap. 風のように) (Instrumental) |                                                 | Satoshi Fukuda                                  | Magokoro Ikuta                                  |      |
| DVD |                                                  |                                                 |                                                 |                                                 |      |
| Nr  | Tytuł                                            | Tytuł                                           | Tytuł                                           | Tytuł                                           | Czas |
| 1.  | "Kaze no yō ni" (jap. 風のように) (music video)  | "Kaze no yō ni" (jap. 風のように) (music video) | "Kaze no yō ni" (jap. 風のように) (music video) | "Kaze no yō ni" (jap. 風のように) (music video) |      |

## Notowania
| Lista                       | Pozycja |
| --------------------------- | ------- |
| Oricon Weekly Singles Chart | 13      |
| Billboard Japan Hot 100     | 12      |